# Csehi Gyula
Csehi Gyula (Szatmár, 1910. november 26. – Kolozsvár, 1976. június 21.) erdélyi magyar irodalomesztéta, kritikus.

## Életpályája
Középiskoláit Nagyváradon, Szatmáron és Kolozsvárt járta, 1928-ban Szatmáron érettségizett. 1930-ig a párizsi Sorbonne (Faculté des Lettres, École Pratique des Hautes Études), 1931-ben a bécsi egyetem, 1933-34-ben a kolozsvári Regele Ferdinand I. Egyetem hallgatója volt; itt szerezte francia-német szakos tanári képesítését (1934). Nagyváradon kapott gimnáziumi tanári állást. Míg őt 1943-44-ben munkaszolgálatra hívták be, otthonról (Nagyváradról) deportált izraelita családja a fasizmus áldozatává vált.
A háború végeztével 1946-ig újra elfoglalta tanári székét Nagyváradon. Amióta még Párizsban belépett a francia Kommunista Diákszövetségbe, tevékeny résztvevője lett a munkásmozgalomnak; már a második világháború előtt illegális pártmunkát végzett, mint politikai fogoly a börtönt is megjárta. 1945-47-ben a nagyváradi és a szatmári megyei pártbizottság aktivistája, román és magyar nyelvű pártlapok (Új Élet, Viața Nouă, Lupta Poporului) szerkesztője. 1947-től 1952-ig Kolozsvárt a Bolyai Tudományegyetemen adott elő filozófiát s tanulmányi igazgató, 1952-54-ben a nagyenyedi kollégiumban tanított orosz nyelvet, majd ismét a Bolyai, ill. az egyetemek egyesítése után a Babeș-Bolyai Egyetem magyar irodalomtudományi tanszékén az esztétika és irodalomelmélet professzora.
Irodalmi munkásságát kritikusként és közíróként kezdte. A Jövő, majd a Korunk munkatársa az 1930-as években. Szaktudását is elsősorban az időszerűség szolgálatába állította; Börnét, „az első német emigráns”-t, a porosz szellemet bíráló Heinét idézi, a faj-mítoszok értelemellenes korában a Korunkban a francia felvilágosodás, elsősorban Diderot példájával érvel a haladó gondolat mellett; terjedelmes előszóval Diderot-válogatást jelentetett meg (Természet és társadalom, Budapest 1943).
A második világháború után fontos szerepet vállalt a romániai magyar kulturális élet feltámasztásában. Mint nagyváradi lapszerkesztőnek eleinte a magyar nyelvű marxista közművelődés állt publicisztikai munkássága előterében, majd visszatért irodalomtörténeti forrásaihoz: Üzenet a XX. századnak címmel gyűjteményt állított össze Heine harcos írásaiból. A kötet 1952-ben a Haladó Hagyományaink c. sorozatban bevezető tanulmányával jelent meg, a prózai részeket maga fordította. Az 1940-es évek végének mennyiségileg gazdag – és a korszak dogmatizmusától nem mentes – irodalomkritikai termése a későbbi években fokozatosan elapadt; későbbi tanulmányaiban két évtizedes kritikusi érdeklődésének elvi-elméleti tanulságait szűrte le. Fejér Miklóssal és Jócsák Jánossal szerkesztett Irodalomtörténeti alapfogalmak c. tankönyve (1958) hosszú időre meghatározta az erdélyi irodalmi nevelést.
Elméleti munkái a szocialista realizmusnak mint áramlatnak a keletkezésével, meghatározható sajátságaival foglalkoztak (a Munkásosztály és irodalom c. kötetben, 1963); elemzés- és tárgyalásmódjának higgadt történeti szempontjai mind a dogmatikus, mind pedig a realizmus "parttalanság"-át valló elméletek cáfolatához adalékot nyújtottak. Élete utolsó évtizedében  a regényszociológiát művelte, Lucien Goldmann kultúrszociológiai feldolgozásához hasonló kiindulópontokkal, bár Adalék a regény szociológiájához c. tanulmánya (Utunk 1967/20) szerint Goldmann strukturalista-genetikus érveléseinek nem egy tételével bírálóan állt szemben.
Az irodalom-szociológia iránti érdeklődéséből indult ki kezdeményezése Stéphane Sarkany kanadai komparatista könyvének magyarra fordítására, amelynek befejezésében azonban meggátolta hirtelen halála. A kötet az ő és Hürkecz István fordításában Az irodalomelmélet mint társadalomtudomány címmel jelent meg (Korunk Könyvek 1979). Az európai regényirodalomnak nem műfaji sajátságaival foglalkozik elsősorban, hanem a regényirodalom és más korabeli tudatformák összefüggéseivel: epika és történetírás párhuzamaival és kölcsönhatásaival Klio és Kalliopé, vagy a történelem és az irodalom határairól c. könyvében (1965, románul 1978), a regény eseményanyagának és jellemeinek valóságos modelljeivel, a regénystruktúrába belépő valóságanyag mennyiségével és felhasználásmódjával pedig a Modern Kalliopé, vagy regény és valóság c. munkájában (1969). Elemzései közül különösen a dokumentumregény műfajára vonatkozó következtetései értékesek.
Irodalompublicisztikája e korszakban tudományos kutatómunkájának "mellékterméke"; a modern irodalomtudomány újabb törekvéseit ismertette és népszerűsítette. Bevezető tanulmányaival jelenik meg az Irodalomkritikai antológia négy kötete a Tanulók Könyvtárában (Dávid Gyula válogatásában és jegyzeteivel, 1968-72), az RMI-sorozatban ő gondozta Nagy Dániel, Salamon László, Simon Magda, Szabédi László, Szilágyi András műveinek kiadásait; kezdeményezője és szerkesztője volt Mikó Imrével a Kriterion kiadásában megjelenő Téka-sorozatnak, ebben jelent meg Heine-fordításaiból (Vallomások, 1974) és Lunacsarszkij-fordításaiból (Művészet és forradalom, 1975) egy-egy kötet, majd halála után C. Dobrogeanu-Gherea A kritikáról c. munkájának fordítása (Dobrogeanu-Ghereáról szóló tanulmányával és Gáll Ernő előszavával, 1978).
Négy évtizednyi publicisztikai munkásságát, irodalomtörténeti kutatásait, esztétikai elemző munkáját tükrözi az RMI-sorozatban Felvilágosodástól felvilágosodásig c. kötete (Baróti Pál előszavával, 1972); a szocialista irodalom értelmezésének elvi kérdéseivel foglalkozó írásaiból s íróportrékból kerekedett ki A baloldali forrásvidék (Kolozsvár, 1973) c. tanulmánygyűjteménye.
Posztumusz könyvében, A kritika jelentése és utóélete (1977), azokat a Marx- és Engels-megnyilatkozásokat elemezte, amelyekre a dogmatikus realizmuselmélet épült. Tárgyilagos filológiai megközelítéssel tisztázta valóságos, korhoz és időszerűséghez kötött jelentésüket, cáfolva minden abszolutizáló értelmezés-kísérletet.